# María Clara
Sor María Clara   (Madrid, valor desconegut - Trujillo, 2 de febrer de 1617) va ser una religiosa clarissa coletina castellana del convent de San Antonio de Trujillo.
Va néixer a Madrid, en una família noble. Inclinada a la vocació religiosa, prengué l'hàbit de religiosa descalça de Santa Clara al convent de San Antonio de Trujillo, a Extremadura. Ràpidament va adaptar-se a l'obediència de la regla de Santa Clara i en la cura de la seva consciència, raó per la qual es confessava tres vegades al dia.
Destacada per les seves virtuts, fou constant en les seves pregàries, dejunis, disciplines i mortificacions. Les monges que la van conèixer en vida afirmaren que havia tingut diverses aparicions i altres miracles. Segons José de Santa Cruz, a María Clara se li va aparèixer una amiga seva difunta de Madrid, que li va demanar que l'encomanés a Déu, i resant pensant no fos obra del dimoni, li va dir que s'hi encomanés ella mateixa. El relat continua amb la insistència i paciència de l'amiga en la sol·licitud, raó per la qual María Clara va creure que l'aparició era certa i va resar durant molts dies.
Va morir el 2 de febrer de 1617, després de patir un accident. Com era el dia de la Purificació de la Mare de Déu, misteri del qual era molt devota, un cop va rebre l'extrema unció i es va confessar, moments abans de la seva mort, va encarregar-se de la direcció de les pregàries de la comunitat, que s'havia congregat al voltant d'ella. Sor María Clara encara es confessà una darrera vegada abans de morir.